# Hugo Barra
Hugo Barra (Bello Horizonte, 28 de octubre de 1976) es un informático, ingeniero y empresario brasileño.
Realizó estudios de Ingeniería Eléctrica en la Universidad Federal de Minas Gerais y su máster en Instituto Tecnológico de Massachusetts.
Trabajó como vicepresidente de la empresa estadounidense Google, donde se lo consideró clave para el éxito del sistema operativo Android.
Desde 2013 a enero de 2017 trabajó como vicepresidente internacional de la empresa china Xiaomi (Beijing Xiaomi Technology Co., Ltd.),  con la intención de dar a la empresa china una dimensión más internacional. El 23 de enero de 2017 decide dejar Xiaomi y volver a Silicon Valley . Actualmente es vicepresidente de Realidad Virtual en Facebook.

## Google
Barra se unió a la empresa de tecnología estadounidense Google en Londres en marzo de 2008 como gerente de productos del grupo para el equipo de Google Mobile. En el equipo de Google Mobile, Barra lideró el desarrollo de varias versiones iniciales de las aplicaciones móviles emblemáticas de Google, como Google Voice Search, que se convirtió en la base tecnológica del Asistente de Google, así como Google Maps Navigation con gráficos basados en vectores, Google Translate con "modo de conversación", la aplicación de cámara móvil Google Goggles y muchos otros.
En 2010, Barra se unió al equipo de Android como director de gestión de productos. De 2010 a 2013, el rol de Barra se amplió para incluir a un portavoz de productos para el equipo de Android, hablando tanto en conferencias de prensa como en Google I/O, la conferencia anual enfocada en desarrolladores de Google. Barra encabezó la presentación principal principal en Google IO 2011, Google IO 2012, y Google IO 2013. El liderazgo de productos de Barra incluía todo el ecosistema de software y hardware de Android, incluidos Honeycomb, Ice Cream Sandwich,[27] los lanzamientos de los sistemas operativos Jelly Bean y KitKat, los teléfonos inteligentes Nexus 4 y Nexus 5, Nexus 7 y Nexus 10 tabletas, y otros productos relacionados como Google Now, seleccionados en 2013 como Innovación del año de Popular Science. Fue ascendido a vicepresidente de gestión de productos de Android en 2012.

## Honores
En 2011, Barra ocupó el puesto número 23 en la revista británica Wired Wired.
En 2013, Business Insider Silicon Valley incluyó a Barra en el puesto número 92.
La revista brasileña Época ha clasificado Barra entre los más influyentes brasileños en 2011 y 2013.